# Lunca Corbului
Lunca Corbului est une commune roumaine située dans le județ d'Argeș.